# Sæby (Frederikshavn Kommune)
Sæby anhörenⓘ  {zaːbyː} ist eine Hafenstadt in der dänischen Kommune Frederikshavn, Region Nordjylland, mit 8991 Einwohnern (Stand 1. Januar 2025). Sie liegt an der Kattegat-Küste in der Landschaft Vendsyssel. Frederikshavn liegt 15 Kilometer nördlich, Aalborg 54 km südwestlich. Aalborg ist über die Autobahn E 45 (Frederikshavnmotorvejen) zu erreichen.
Bis zum 31. Dezember 2006 war Sæby Hauptort der Kommune Sæby im damaligen Nordjyllands Amt.

## Geschichte
Der Ort wurde – vermutlich von Wikingern – an einer Flussmündung gegründet. Der Ortsname Sæby leitet sich von Søby (dt. wörtlich Seestadt) ab; das Flüsschen heißt nach dem Ort Sæby Å.
Von 1462, nach der Gründung des Klosters Mariested, bis zur Reformation hieß der Ort Mariested. Damals war die Sæby Kirke der Jungfrau Maria geweiht; ihr war ein Karmeliterkloster angeschlossen, das dem Kloster Børglum unterstand. Der im Westen des Ortes gelegene Herrensitz Sæbygaard war bis zur Reformation Eigentum des Bischofs. Das Stadtwappen mit der Mondsichelmadonna erinnert an die katholische Zeit, als der Ort dank des Bischofs Stygge Krumpen 1524 die Stadtrechte erhielt. Sæby verlor seine Stellung als größte Stadt in Vendsyssel im 17. Jahrhundert infolge des Zweiten Nordischen Krieges und der zunehmenden Versandung des Hafens.
Als der Handel in den 1840er Jahren wieder aufblühte, hatte sich das benachbarte Frederikshavn bereits zum wirtschaftlichen Zentrum der Region entwickelt. Dorthin wurde 1899 eine Eisenbahnverbindung geschaffen, die 1968 durch eine Buslinie ersetzt wurde.
Ende des 19. Jahrhunderts erreichte der Bädertourismus Sæby. Im Badehotel logierten auch viele Schriftsteller und Prominente: Henrik Ibsen, Sophus Schandorph, Holger Drachmann, Gustav Wied, Herman Bang. Herman Bang setzte dem Hotel Clasens Hotel an der Algade Nr. 3 mit seiner impressionistischen Erzählung Sommerfreuden (1902, dt. 1915) ein Denkmal. Da er die provinzielle Beschränktheit seiner Zeitgenossen aufs Korn nahm und da seine Figuren mit Kenntnis der lokalen Verhältnisse leicht wiederzuerkennen waren, rief Bangs Veröffentlichung erhebliche Verärgerung unter den karikierten Bürgern hervor.
Die 2001 enthüllte Doppelskulptur Fruen fra havet am Hafen nimmt gleichermaßen Bezug auf die lokale Marientradition wie auch auf eine Ibsen-Gestalt.
Mit der Stilllegung der Bahnstrecke Fjerritslev–Frederikshavn ging auch die des örtlichen Bahnhofs einher.

## Söhne und Töchter
- Henry Holst (1899–1991), Geiger und Musikpädagoge
- Jacob Severin (1691–1753), dänischer Großkaufmann

## Städtepartnerschaften
- Bílina, Tschechien
- Lyngdal, Norwegen
- Tranås, Schweden